# شمکر
شَمکُر (شَمکور، شمخور، شامخور) (به ترکی آذربایجانی: Şəmkir) شهری در شهرستان شمکر کشور جمهوری آذربایجان است. جمعیت این شهر بر اساس سرشماری سال ۱۹۸۹ میلادی، ۲۷٬۹۱۷ نفر و بر اساس سرشماری سال ۲۰۰۸ میلادی، ۳۶٬۳۰۰ بوده‌است.

## پیشینه
ریشه نام شمکیر مشخص نیست اما برخی آن را به معنی کناره رود کورا دانسته‌اند. نام آن به صورت شمخور هم نگاشته می‌شده است. شهر شمکیر تا سده پنجم میلادی از مراکز بازرگانی و صنایع دستی ایران بود.

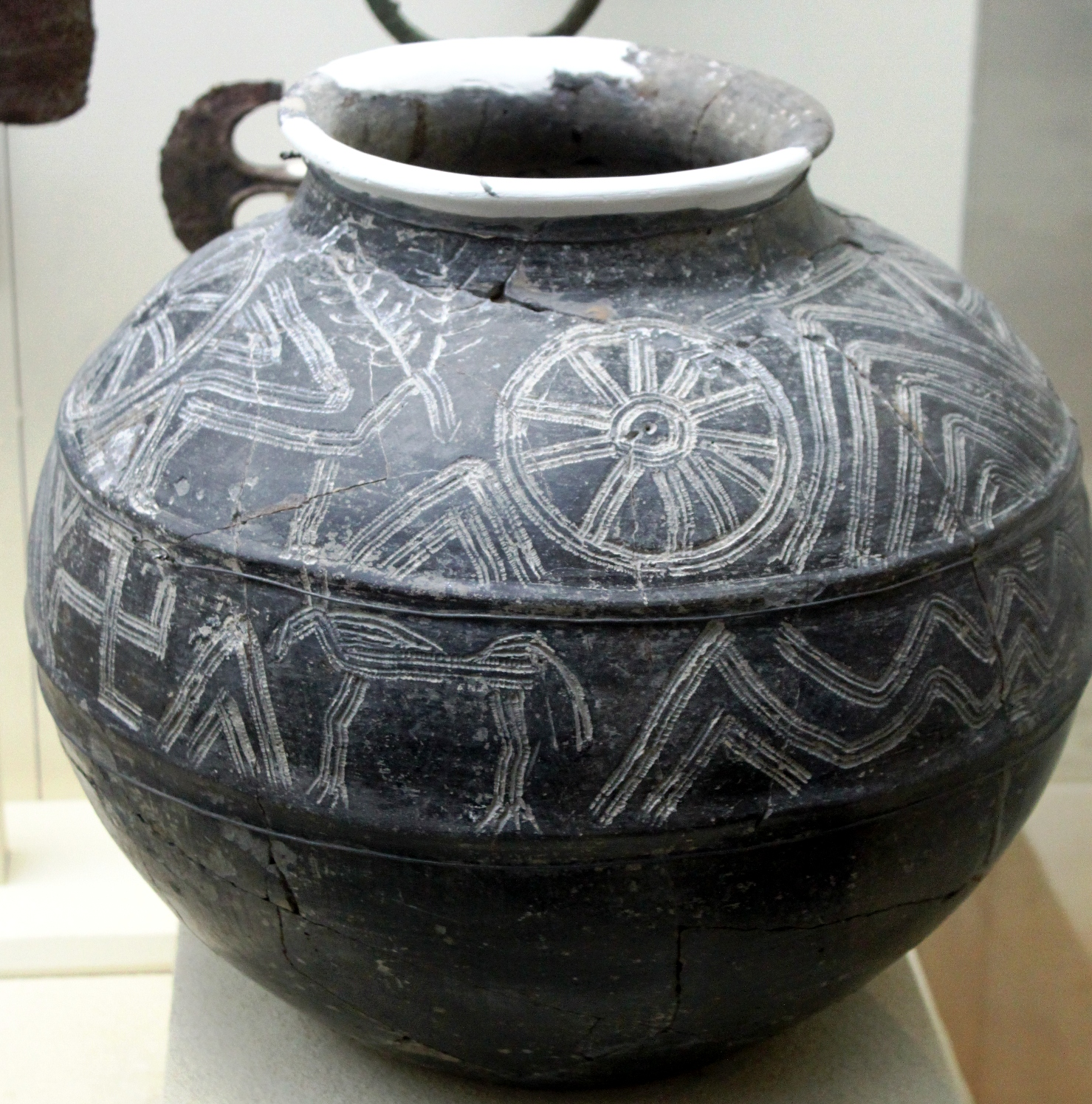
از سفالینه‌های یافت‌شده در نزدیکی شمکور مربوط به سده شانزدهم یا پنزدهم پیش از میلاد.

در لغتنامه دهخدا درباره این شهر آمده است:
شمکور نام شهری است نزدیک گنجه از اران. (ناظم الاطباء) (از برهان). شهری است به اقلیم پنجم در ارانات و به آن منسوب است صحرای شمکور و آن را شمکوره نیز گفته‌اند. (انجمن آرا) (آنندراج). قلعه‌ای است در نواحی اران از آن تا گنجه یک روز راه است و از آنجا است ابوالقاسم المجمع… شمکوری. (از انساب سمعانی). نام شهری به ارمینیه و آن را متوکلیه نیز نامند. (دمشقی). شهری است [ به اران ] با کشت و برز بسیار آبادان و بانعمت و از وی جامه‌های پشمین خیزد از هرگونه. (حدود العالم). از گنجه تا شمکور که اکنون خراب است دو فرسنگ ازاو تا یورت شاداق بان سه فرسنگ. (نزهةالقلوب ج ۳ ص ۱۸۱). رجوع به نزهةالقلوب ص ۲۱۸ و تاریخ سیستان ص ۷۸شود.